# Гайчі
«Гайчі» — радянський художній фільм 1938 року, знятий режисером Володимиром Шнейдеровим на кіностудії «Союздитфільм».

## Сюжет
У тайзі залишається на зимівлю наукова експедиція. Шифровані матеріали, що мають важливе оборонне значення, відправляються з інженером Саповим у супроводі колишнього партизана Олоні, який повинен посадити інженера на літак. На одній зі стоянок до Сапова несподівано являється інспектор Петров, який насправді є колишнім білогвардійцем Янигою і тепер служить у японській розвідці. Мета диверсанта — викрасти секретні документи й цим літаком утекти за кордон. Він убиває Олоні й завербовує Сапова, а в провідники бере піонера Гайчі, сина Олоні. Хлопчисько, зрозумівши, що має справу з лютим ворогом, устиг повідомити про це нанайцям — і підоспілі прикордонники затримали злочинців.

## У ролях
- Ердні Манджиєв — Гайчі
- Георгій Субботін — Сапов, інженер
- Віктор Третьяков — Петров, інспектор
- Юлія Цай — Нан, вчителька
- Борис Толгаєв — Олоні, провідник
- Ю-Фей Бустрем — Толі
- Петро Савін — співробітник НКВД
- Басан Морчуков — епізод
- Костянтин Нассонов — співробітник НКВД
- Іван Беспалов — радист

## Знімальна група
- Режисер — Володимир Шнейдеров
- Сценарист — Валер'ян Москалевич
- Оператор — Микола Прозоровський
- Композитор — Зиновій Фельдман
- Художник — Кіра Геннінгсон